# Арсений (Могилянский)
Митрополит Арсений (в миру Алексей Васильевич Могилянский; 17 марта 1704, местечко Решетиловка, Полтавский полк — 8 июня 1770, Киев) — митрополит Киевский и Галицкий, проповедник двора Елисаветы Петровны.

## Биография
До 17-летнего возраста воспитывался в семье деда по матери, священника Феодора Могилы, а затем в 1721 году поступил в Киевскую духовную академию, из которой в 1727 году перешёл в Харьковский коллегиум, который окончил в 1735 году.
Ректор коллегиума архимандрит Митрофан (Слатвинский), хиротонисанный в декабре 1738 года во епископа Тверского, в 1739 года назначил Могилянского учителем в новооткрытую Тверскую духовную семинарию.
В ноябре 1741 года Могилянский был переведён учителем грамматики в Московскую духовную академию.
21 ноября 1741 года принял монашеский постриг с именем Арсений и поступил в братию Троице-Сергиевой лавры.
С октября 1742 года — катехизатор и учитель, затем проповедник в Троицкой лаврской духовной семинарии.
В 1743 году, как выдающийся проповедник-оратор, Арсений назначен в придворные проповедники и заслужил внимание и уважение Императрицы Елизаветы Петровны и всего двора.
29 января 1744 года ему повелено быть архимандритом в Троице-Сергиевой лавры и ректором тамошней семинарии.
25 июля 1744 года он возведен прямо в сан архиепископа Переславль-Залесского, викария Московской епархии с оставлением настоятелем лавры и с назначением членом Святейшего Синода с оставлением настоятелем Троице-Сергиевой лавры.
В это же время Императрица Елизавета пожаловала ему, в знак особого монаршего благоволения, бриллиантовую панагию в 60000 руб. и бриллиантовый с рубинами крест, составленный из вензелевых букв её имени.
30 мая 1752 года, «по расстроенному здоровью», Арсений уволен на покой в Новгород-Северский Спасо-Преображенский монастырь.
Указом от 22 октября 1757 года назначен митрополитом Киевским, Галицким и всея Малыя России. 2 апреля 1767 вышел указ императрицы Екатерины II об исключении из титула Киевского митрополита слов «и всея Малыя России».
Заботился о Киевской академии, не раз ходатайствовал перед императрицей Екатериной о субсидиях, жертвовал значительную часть своего жалованья малоимущим ученикам и учителям. Стараниями митрополита Арсения в 1763 году был выстроен корпус для малоимущих студентов.
Скончался в 1770 году в Киеве; погребён в Киево-Софийском соборе.

## Сочинения
- Слово в понедельник святаго духа — М., 1742.
- Слово в день сретения чудотворныя иконы пресвятыя богородицы Владимирския — М., 1742.
- Слово в день Успения — М., 1744.
- Слово в неделю двадесять четвертую — М., 1744.